# Бербено ди Валтелина
Бербено ди Валтелина (итал. Berbenno di Valtellina) је насеље у Италији у округу Сондрио, региону Ломбардија.
Према процени из 2011. у насељу је живело 3358 становника. Насеље се налази на надморској висини од 344 м.

## Становништво
| 1931. | 1936. | 1951. | 1961. | 1971. | 1981. | 1991. | 2001. | 2011. |
| ----- | ----- | ----- | ----- | ----- | ----- | ----- | ----- | ----- |
| 3.156 | 3.265 | 3.411 | 3.411 | 3.628 | 4.033 | 4.135 | 4.177 | 4.308 |